# 陳邦敷
陳邦敷（1489年—？），字自寬，陝西西安府乾州人，民籍，明朝政治人物。

## 生平
正德十四年（1519年）己卯科陝西鄉試第二十七名舉人。正德十六年（1521年）中式辛巳科會試第一百六十八名，登第三甲第八十六名進士。授知縣，嘉靖五年（1526年）九月，選授雲南道試監察御史。七年巡按宣大，嘉靖九年（1530年）以疏救都御史王應鵬谪贵州新添驿丞。

## 家族
曾祖陳克恭；祖父陳厚，曾任知府；父陳闕，曾任知縣。嫡母宋氏；生母楊氏。永感下。